# Taxithelium nepalense
Taxithelium nepalense là một loài Rêu trong họ Sematophyllaceae. Loài này được (Schwägr.) Broth. miêu tả khoa học đầu tiên năm 1899.